# Anauxesis kenyensis
Anauxesis kenyensis är en skalbaggsart som beskrevs av Stefan von Breuning 1938. Anauxesis kenyensis ingår i släktet Anauxesis och familjen långhorningar. Inga underarter finns listade i Catalogue of Life.